# New Star FC
New Star Football Club w skrócie New Star FC – kameruński klub piłkarski grający w drugiej, a niegdyś w kameruńskiej pierwszej lidze, mający siedzibę w mieście Duala.

## Sukcesy
- Puchar Kamerunu[1]:
  - zwycięstwo (1): 2017.
  - finał (1): 2012.

## Występy w afrykańskich pucharach
| Sezon     | Rozgrywki           | Runda    | Kraj             | Klub              | Dom | Wyjazd | Dwumecz |
| --------- | ------------------- | -------- | ---------------- | ----------------- | --- | ------ | ------- |
| 2016      | Puchar Konfederacji | wstępna  | Czad             | Renaissance FC    | 2–2 | 0–1    | 2–3     |
| 2018      | Puchar Konfederacji | wstępna  | Gwinea Równikowa | Deportivo Niefang | 2–1 | 0–1    | 2–2     |
| 2018/2019 | Puchar Konfederacji | wstępna  | Burundi          | Vital’O FC        | 0–0 | 4–1    | 4–1     |
| 2018/2019 | Puchar Konfederacji | 1        | Libia            | Al-Ahly Trypolis  | 0–0 | 1–1    | 1–1     |
| 2018/2019 | Puchar Konfederacji | play-off | Kenia            | Gor Mahia         | 0–0 | 1–2    | 1–2     |

## Stadion
Domowe mecze klub rozgrywa na stadionie o nazwie Stade de la Réunification w Duali. Stadion może pomieścić 30000 widzów.

## Reprezentanci kraju grający w klubie od 2010 roku
Stan na czerwiec 2023.
| - Léonard Acha - Fabrice Ambassa Eloundou - Serge Andoulo - Clévis Ashu Tambe - Kostka Atanga Effa - Richard Bassama - Paul Bebey - Black Kouoh Bilé - Georges Bokwé - Kemajou Dibami - Cédric Djeugoué - Julien Ebah - Bertin Ebanga - Achille Ebongué - Francky Essombo - Gérôme Heutchou - Nkesi Hosea - Alexis Yougouda Kada - Jean-Oscar Kalati | - Joël Kofana - Thierry Makon - Souleymanou Mandjombe - Carlain Manga Mbah - Aaron Mbimbe - William Mbogning - Joseph Julien Momasso - Rostand Moukap - Karl Ndedi - Marcelin Ngando - Yvan Ngansop - Lawrence Ngome - Patrick Ngoula - Grégoire Nkama - Parfait Tchoubia - Rostand Youthé - Désiré Nzogue - Yacob Youmbi - Adewale Olufade |